# Nhậm Đạt Hoa
Nhậm Đạt Hoa (tiếng Anh: Simon Yam, sinh ngày 19 tháng 3 năm 1955) là một nam diễn viên người Hồng Kông.

## Sự nghiệp
Nhậm khởi nghiệp người mẫu trước khi dấn thân làm diễn viên vào giữa thập niên 1970. Sau đó ông ký hợp đồng với kênh truyền hình TVB của Hồng Kông, diễn trong một số bộ phim truyền hình trước khi chuyển sang đóng điện ảnh vào năm 1987. Anh trai ông là Nhậm Đạt Vinh, nguyên Phó ủy viên Cảnh sát Hồng Kông đã nghỉ hưu.
Năm 1989, ông đóng trong bộ phim Bloodfight do Hồng Kông và Nhật Bản hợp tác sản xuất. Đây là phim đầu tiên của Hồng Kông có ngôn ngữ bằng tiếng Anh trong suốt cả phim. Năm 1992, ông nhận được lời khen của giới phê bình nhờ vai diễn Thẩm phán điên cuồng trong phim hình sự Hiệp đạo Cao Phi, trong phim ông có một trận chiến đẫm mãu với nhân vật do Châu Nhuận Phát diễn. Năm 1993, ông thủ vai "Dhalsim" trong phim hài-hành động Bá vương học hiệu siêu cấp, một bản giễu nhại Street Fighter do Vương Tinh làm đạo diễn. Năm 1996, ông nhận vai Tưởng Thiên Sinh, thủ lĩnh của nhóm Hội Tam Hoàng Hung Nô trong ba phần đầu tiên của loạt phim điện ảnh Người trong giang hồ.
Năm 2000, ông thủ vai Tướng thần, tổ tiên của tất cả ma cà rồng trong phim truyền hình Trưởng thám cương thi 2, do đài ATV sản xuất. Năm 2003, ông có bộ phim đóng đầu tay ở Hollywood trong Lara Croft: Tomb Raider – The Cradle of Life với vai chúa tể tội phạm Thiếu Lâm.
Năm 2013, Nhậm đạo diễn bộ phim đầu tiên, nằm trong bộ phim kinh dị tuyển tập Liệt hệ quỷ Lý Bích Hoa 1. Tháng 2 năm 2021, ông, Lương Triều Vỹ và Lưu Đức Hoa sẽ hợp tác trong một dự án phim hành động mới mang tên Goldfinger, do Điện ảnh Anh Hoàng (Emperor Motion Pictures) và các đối tác Trung Quốc đại lục tài trợ, với kinh phí ước tính khoảng 30,8 triệu USD (200 triệu đô la Hồng Kông).

## Đời tư
Ông kết hôn với người vợ đầu Hạ Thụy Ý từ năm 1981 đến 1986. Năm 1997, ông kết hôn với người mẫu Kỳ Kỳ. Cô sinh ra ở Thượng Hải nhưng lớn lên ở Áo. Họ có một con gái tên Ella. Ngày 20 tháng 7 năm 2019, ông bị đâm dao tại một sự kiện quảng cáo ở Trung Quốc. Ông bị thương nhẹ và quản lý của ông chia sẻ: "Ông ấy bị đâm vào vùng bụng và một vết cắt ở tay phải." Sau đó ông trải qua một ca phẫu thuật nhỏ ở Trung Sơn và đã bình phục. Ông yêu thích việc đầu tư bất động sản ở Hồng Kông.

## Danh sách phim

### Điện ảnh
| Năm  | Tựa phim                                     | Vai diễn                            | Ghi chú                          |
| ---- | -------------------------------------------- | ----------------------------------- | -------------------------------- |
| 1979 | Law Don                                      |                                     |                                  |
| 1980 | House of the Lute                            |                                     |                                  |
| 1981 | The Informer                                 |                                     |                                  |
| 1981 | Twins                                        |                                     |                                  |
| 1982 | He Lives by Night                            |                                     |                                  |
| 1982 | Green Killer                                 |                                     |                                  |
| 1986 | Goodbye Mammie                               |                                     |                                  |
| 1986 | New Heavenly Sword and Dragon Sabre          |                                     |                                  |
| 1986 | Tong – A Chinatown Story                     |                                     |                                  |
| 1987 | The Big Brother                              |                                     |                                  |
| 1988 | Đặc cảnh đồ long                             | Michael Hoàng                       |                                  |
| 1988 | Hạng quế hoa                                 |                                     |                                  |
| 1988 | Burning Snow                                 |                                     |                                  |
| 1988 | Mistaken Identity                            |                                     |                                  |
| 1988 | Nữ tử                                        | Lưu Vỹ Lương                        |                                  |
| 1989 | Thiết đảm hùng phong                         | Chánh thanh tra Hứa Đạt Minh        |                                  |
| 1989 | Burning Ambition                             |                                     |                                  |
| 1989 | Lucky Star                                   |                                     |                                  |
| 1989 | Chinese Cop Out                              |                                     |                                  |
| 1989 | Framed                                       |                                     |                                  |
| 1989 | The Wild Ones                                |                                     |                                  |
| 1989 | Hợp giao hoan                                |                                     |                                  |
| 1989 | Final Run                                    |                                     |                                  |
| 1989 | Four Loves                                   |                                     |                                  |
| 1989 | Kỳ tích                                      |                                     |                                  |
| 1989 | Big Man Little Affair                        |                                     |                                  |
| 1989 | Bloodfight                                   |                                     |                                  |
| 1990 | Điệp huyết nhai đầu                          | Luke                                |                                  |
| 1990 | Nhân tự do                                   | Jeffrey                             |                                  |
| 1990 | Hong Kong Gigolo                             |                                     |                                  |
| 1990 | The Cyprus Tigers                            |                                     |                                  |
| 1990 | Fatal Termination                            |                                     |                                  |
| 1990 | Tái chiến giang hồ                           | Lý Bằng                             |                                  |
| 1990 | Doctor's Heart                               |                                     |                                  |
| 1991 | The Plot                                     |                                     |                                  |
| 1991 | Tử đàn xuất tô                               | Hon                                 |                                  |
| 1991 | Thiên vương                                  | Yam Sai-sung                        |                                  |
| 1991 | Gigolo and Whore                             |                                     |                                  |
| 1991 | Mèo đen                                      | Brian                               |                                  |
| 1991 | Deadly Deal                                  |                                     |                                  |
| 1991 | Sea Wolves                                   |                                     |                                  |
| 1991 | Queen's High                                 |                                     |                                  |
| 1991 | The Good, the Bad, and the Bandit            |                                     |                                  |
| 1991 | Mission of Condor                            |                                     |                                  |
| 1991 | Hào môn dạ yến                               | trai bao                            |                                  |
| 1992 | Tứ hải đằng long                             | Simon Lung                          |                                  |
| 1992 | Vị liễu tình vũ nam                          |                                     |                                  |
| 1992 | Cash on Delivery                             |                                     |                                  |
| 1992 | Once Upon A Time A Hero in China             |                                     |                                  |
| 1992 | Bác sĩ Cao Dương                             | Lâm Quá Vân                         |                                  |
| 1992 | Friday Gigolo                                |                                     |                                  |
| 1992 | The Night Rider                              |                                     |                                  |
| 1992 | Sát thủ lõa thể                              | Thiết Nam                           |                                  |
| 1992 | Powerful Four                                |                                     |                                  |
| 1993 | Hiệp đạo cao phi                             | Thẩm phán                           |                                  |
| 1993 | Võ hiệp thất công chủ                        | Siêu kiếm sĩ                        |                                  |
| 1993 | Killer's Love                                |                                     |                                  |
| 1993 | The Incorruptible                            |                                     |                                  |
| 1993 | Killer's Love                                |                                     |                                  |
| 1993 | A Day Without Policeman                      |                                     |                                  |
| 1993 | Insanity                                     |                                     |                                  |
| 1993 | Can't Stop My Crazy Love For You             |                                     |                                  |
| 1993 | Love Among the Triad                         |                                     |                                  |
| 1993 | Đệ nhất kích liêm chính                      | Mạc Sâm                             |                                  |
| 1993 | Thiên hạ báo đen                             | Black Jack Love                     |                                  |
| 1993 | Bá vương học hiệu siêu cấp                   | Sing (Dhalsim)                      |                                  |
| 1993 | Prince of Portland Street                    |                                     |                                  |
| 1993 | Final Judgment                               |                                     |                                  |
| 1993 | Run and Kill                                 | Ching Fung                          |                                  |
| 1993 | Raped by an Angel                            | Tso Tat Wah                         |                                  |
| 1993 | Rose Rose I Love You                         | Micky                               |                                  |
| 1994 | The True Hero                                |                                     |                                  |
| 1994 | Awakening                                    |                                     |                                  |
| 1994 | The Tragic Fantasy - Tiger of Wanchai        | Chan Yiu-hing                       |                                  |
| 1994 | Drunken Master III                           | Gay bus passenger                   |                                  |
| 1994 | Crystal Fortune Run                          |                                     |                                  |
| 1994 | Crossings                                    |                                     |                                  |
| 1994 | The Devil's Box                              |                                     |                                  |
| 1995 | Passion 1995                                 |                                     |                                  |
| 1995 | Twist                                        |                                     |                                  |
| 1995 | Police Confidential                          |                                     |                                  |
| 1995 | Dragon Killer                                |                                     |                                  |
| 1995 | Because of Lies                              |                                     |                                  |
| 1995 | Love, Guns, and Glass                        |                                     |                                  |
| 1995 | Story of a Robber                            | Kon Tin-lap                         |                                  |
| 1995 | Farewell to My Dearest                       |                                     |                                  |
| 1995 | Ghostly Bus                                  |                                     |                                  |
| 1995 | Man Wanted                                   | Lok Man-wah                         |                                  |
| 1996 | King of Robbery                              | Chan Sing                           |                                  |
| 1996 | Bloody Friday                                |                                     |                                  |
| 1996 | To Be No. 1                                  |                                     |                                  |
| 1996 | All of a Sudden                              | Tsui Chin-tun                       |                                  |
| 1996 | Street Angels                                | Walkie Pi                           |                                  |
| 1996 | Scared Memory                                |                                     |                                  |
| 1996 | Young and Dangerous                          | Chiang Tin-sung                     |                                  |
| 1996 | Young and Dangerous 2                        | Chiang Tin-sung                     |                                  |
| 1996 | Young and Dangerous 3                        | Chiang Tin-sung                     |                                  |
| 1998 | The Suspect                                  | Dante Aquino                        |                                  |
| 1998 | Operation Billionaire                        |                                     |                                  |
| 1998 | Expect the Unexpected                        | Ken                                 |                                  |
| 1998 | Casino                                       |                                     |                                  |
| 1998 | Hitman                                       | Officer Chan Kwan                   |                                  |
| 1999 | The Mission                                  | Frank                               |                                  |
| 1999 | The Legend of Speed                          |                                     |                                  |
| 1999 | Night Club                                   |                                     |                                  |
| 1999 | Trust Me U Die                               |                                     |                                  |
| 2000 | Juliet in Love                               |                                     |                                  |
| 2000 | Model from Hell                              |                                     |                                  |
| 2000 | Horoscope II: The Woman from Hell            |                                     |                                  |
| 2000 | To Where He Belongs                          |                                     |                                  |
| 2000 | Deathnet.com                                 |                                     |                                  |
| 2000 | Cold War                                     |                                     |                                  |
| 2000 | Man Wanted 3                                 |                                     |                                  |
| 2001 | Midnight Fly                                 |                                     |                                  |
| 2001 | Fulltime Killer                              | Albert Lee                          |                                  |
| 2001 | Final Romance                                |                                     |                                  |
| 2002 | My Left Eye Sees Ghosts                      | Ben                                 |                                  |
| 2002 | Partners                                     |                                     |                                  |
| 2003 | Lara Croft: Tomb Raider – The Cradle of Life | Chen Lo                             |                                  |
| 2003 | Looking for Mr. Perfect                      |                                     |                                  |
| 2003 | PTU                                          | Sergeant Mike Ho                    |                                  |
| 2003 | Eternal Flame of Fatal Attraction            |                                     |                                  |
| 2004 | Explosive City                               | Superintendent Charles Cheung       |                                  |
| 2004 | Breaking News                                | Asst. Commissioner Wong             | Unbilled cameo                   |
| 2004 | Wake of Death                                | Sun Quan                            |                                  |
| 2005 | Mob Sister                                   | Tsan Gor (Chance)                   |                                  |
| 2005 | Election                                     | Lam Lok                             |                                  |
| 2005 | The Unusual Youth                            | Police Superintendent               | Unbilled cameo                   |
| 2005 | Outback                                      |                                     |                                  |
| 2005 | SPL (a.k.a. Kill Zone (US))                  | Trần Quốc Trung                     |                                  |
| 2005 | Dragon Squad                                 | Commander Hon Sun                   |                                  |
| 2006 | Election 2 (a.k.a. Triad Election (US))      | Lam Lok                             |                                  |
| 2006 | Exiled                                       | Boss Fay                            | Cameo                            |
| 2007 | Eye in the Sky                               | Sergeant Wong Man-chin (‛Dog Head’) |                                  |
| 2007 | Triangle                                     | Lee Bo-Sam                          |                                  |
| 2007 | Exodus                                       | Sergeant Tsim Kin-yip               |                                  |
| 2008 | Sasori                                       |                                     |                                  |
| 2008 | Ballistic                                    |                                     |                                  |
| 2008 | Fatal Move                                   | Lin Ho-tung                         |                                  |
| 2008 | Sparrow                                      | Ken / The Sparrow                   |                                  |
| 2008 | Ocean Flame                                  |                                     |                                  |
| 2008 | Tactical Unit – Human Nature                 |                                     |                                  |
| 2008 | Tactical Unit – No Way Out                   |                                     |                                  |
| 2008 | Tactical Unit – The Code                     |                                     | TV movie                         |
| 2008 | Ip Man                                       | Châu Thanh Tuyền                    |                                  |
| 2009 | Tactical Unit – Partners                     |                                     |                                  |
| 2009 | Tactical Unit - Comrades in Arms             | Sam                                 | TV movie                         |
| 2009 | Night & Fog                                  | Lee Sam                             |                                  |
| 2009 | Vengeance                                    | Phùng Kiều Trị                      |                                  |
| 2009 | The Storm Warriors                           | Lord Godless                        |                                  |
| 2009 | Bodyguards and Assassins                     |                                     |                                  |
| 2010 | Black Ransom                                 | Inspector Mann Cheung               |                                  |
| 2010 | Bad Blood                                    | Funky                               |                                  |
| 2010 | Echoes of the Rainbow                        | Mr. Law                             |                                  |
| 2010 | Ip Man 2                                     | Châu Thanh Tuyền                    |                                  |
| 2010 | The Blood Bond                               | Lompoc                              |                                  |
| 2010 | Midnight Beating                             | Gu Zhensheng                        |                                  |
| 2011 | The Man Behind the Courtyard House           |                                     |                                  |
| 2011 | Coming Back                                  |                                     |                                  |
| 2012 | Nightfall                                    | George Lam                          |                                  |
| 2012 | Design of Death                              |                                     |                                  |
| 2012 | Passion Island                               |                                     |                                  |
| 2012 | The Thieves                                  | Chen                                |                                  |
| 2012 | Cross                                        | Lee Leung                           |                                  |
| 2012 | Ripples of Desire                            |                                     |                                  |
| 2013 | 7 Assassins                                  | Wu                                  |                                  |
| 2013 | Cold Eyes                                    | Suspect                             | Cameo                            |
| 2013 | Man of Tai Chi                               | Superintendent Wong                 |                                  |
| 2013 | Tales from the Dark 1                        |                                     | Also director                    |
| 2013 | A Chilling Cosplay                           |                                     |                                  |
| 2013 | Control                                      |                                     |                                  |
| 2013 | The Constable                                |                                     |                                  |
| 2013 | Les Jeux des nuages et de la pluie           |                                     | French film                      |
| 2014 | As the Light Goes Out                        |                                     |                                  |
| 2014 | The Midnight After                           |                                     |                                  |
| 2014 | Iceman                                       | Cheung                              |                                  |
| 2015 | 12 Golden Ducks                              |                                     |                                  |
| 2015 | Sara                                         |                                     |                                  |
| 2015 | Two Thumbs Up                                |                                     |                                  |
| 2015 | Lovers and Movies                            |                                     |                                  |
| 2015 | SPL II: A Time For Consequences              | Chan Kwok-wah                       |                                  |
| 2015 | Wild City                                    |                                     |                                  |
| 2015 | Detective Gui                                |                                     |                                  |
| 2015 | Ulterior Motive                              |                                     |                                  |
| 2015 | Magic Card                                   |                                     |                                  |
| 2016 | Inside or Outside                            | Fei Xin                             |                                  |
| 2016 | Phantom of the Theatre                       | Gu Ming Shan                        |                                  |
| 2016 | The Tenants Downstairs                       | Chang Chia-chun                     |                                  |
| 2016 | Mrs K                                        | Scarface                            |                                  |
| 2017 | Father and Son                               |                                     |                                  |
| 2017 | Legend of the Naga Pearls                    | Xue Lie                             |                                  |
| 2017 | Colour of the Game                           |                                     |                                  |
| 2017 | S.M.A.R.T. Chase                             | Mach Ren                            |                                  |
| 2018 | A Beautiful Moment                           |                                     |                                  |
| 2018 | Air Strike                                   | Air Defense Commander               | Cameo                            |
| 2018 | Iceman II                                    |                                     |                                  |
| 2018 | Operation Red Sea                            | Albert                              |                                  |
| 2018 | Justice in Northwest                         |                                     |                                  |
| 2018 | A or B                                       |                                     |                                  |
| 2018 | House of the Rising Sons                     |                                     |                                  |
| 2019 | Change of Gangster                           |                                     |                                  |
| 2019 | The Human Comedy                             |                                     |                                  |
| 2019 | Chasing the Dragon II: Wild Wild Bunch       |                                     |                                  |
| 2019 | Thaiflavor                                   |                                     |                                  |
| 2019 | Little Q                                     |                                     |                                  |
| 2019 | My People, My Country                        | Wah                                 |                                  |
| 2021 | Raging Fire                                  |                                     |                                  |
| 2021 | Ngộ sát 2                                    |                                     | cùng Tiêu Ương, Trương Quân Ninh |
| TBD  | Once Upon a Time in Hong Kong                |                                     |                                  |